# 片麻岩
片麻岩（へんまがん、英語: gneiss）とは、変成岩の中で、片麻状組織を持つ岩石の総称である。

## 変成前の岩石

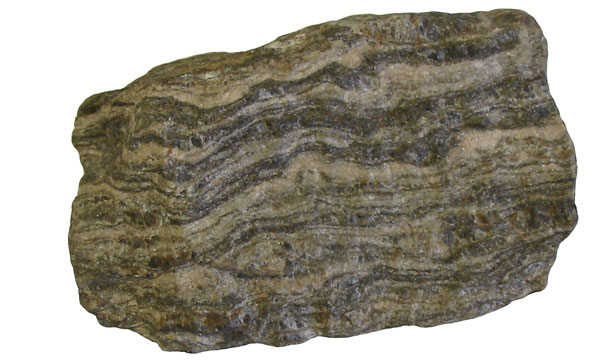
片麻岩。濃色の部分と薄色の部分が層状に重なった片麻状組織が、ハッキリと見て取れる。

片麻岩は、鉱物や元素組成による分類ではなく、変成作用を受けた条件によって分類される。したがって、変成前の岩石が全く同じ変成岩であっても、変成時の条件によって、片麻岩となる場合もあれば、別の変成岩にもなり得る。さらに、片麻岩の変成前の岩も、1種類ではない。つまり、地球上には多種多様な片麻岩が存在する。
ただ、石英、長石、雲母などを主成分とする片麻岩が多い。

## 変成の条件
結晶片岩（片岩）とでき方は同じだが、変成時の条件が比較的低温で、変成があまり進まなかった物を結晶片岩と呼ぶ。これに対して、変成時の条件が比較的高温で、変成が進んだ物を片麻岩と呼ぶ。ただし、あまりにも高温の作用を受けた場合は、片岩になる場合もある。
また、変成前の岩石の組成によっては、それほど高温でなくても片麻岩になる場合もある。